# Улица Олега Кошевого (Владикавказ)

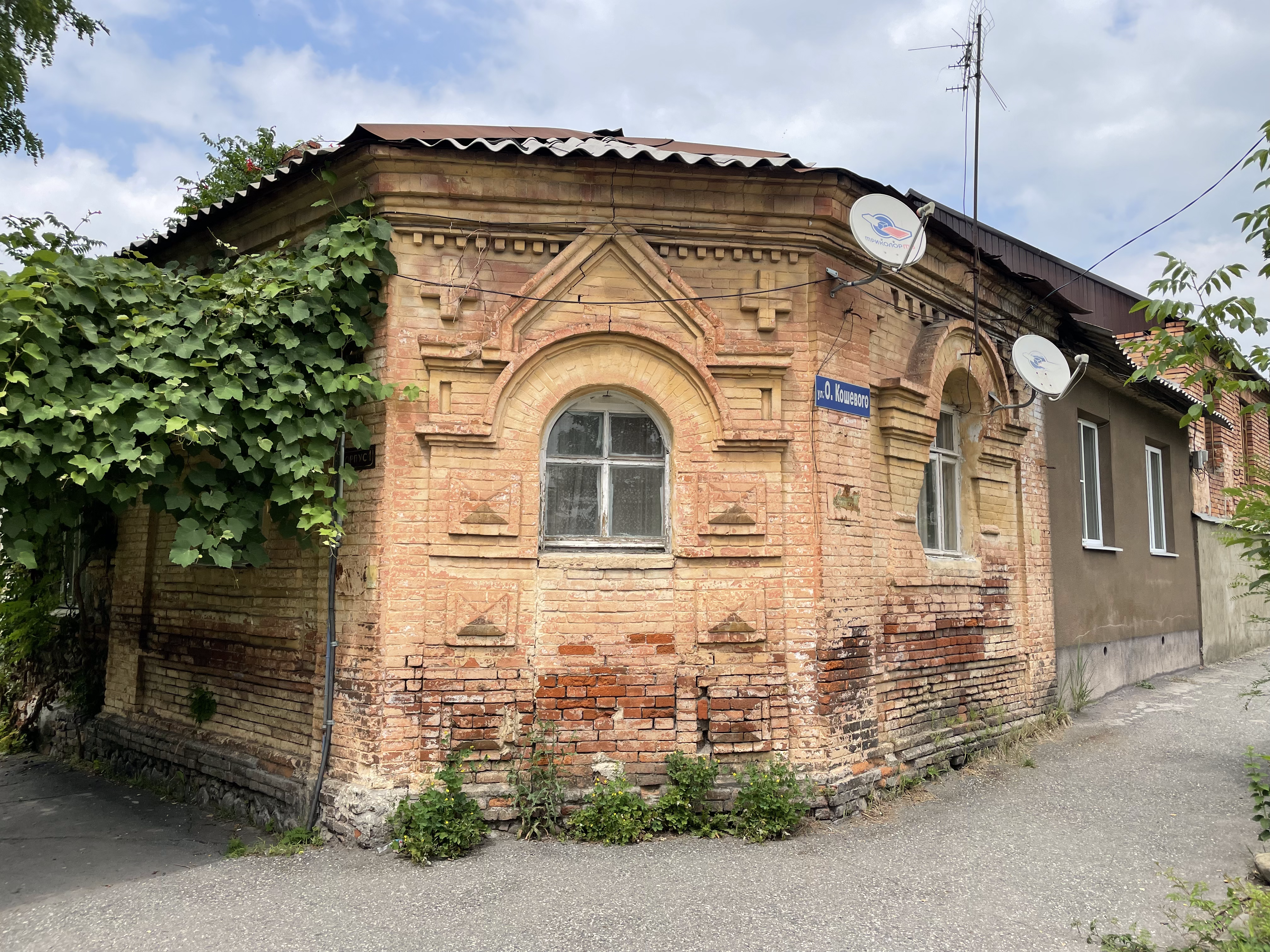
Здание бывшего Покровского женского монастыря

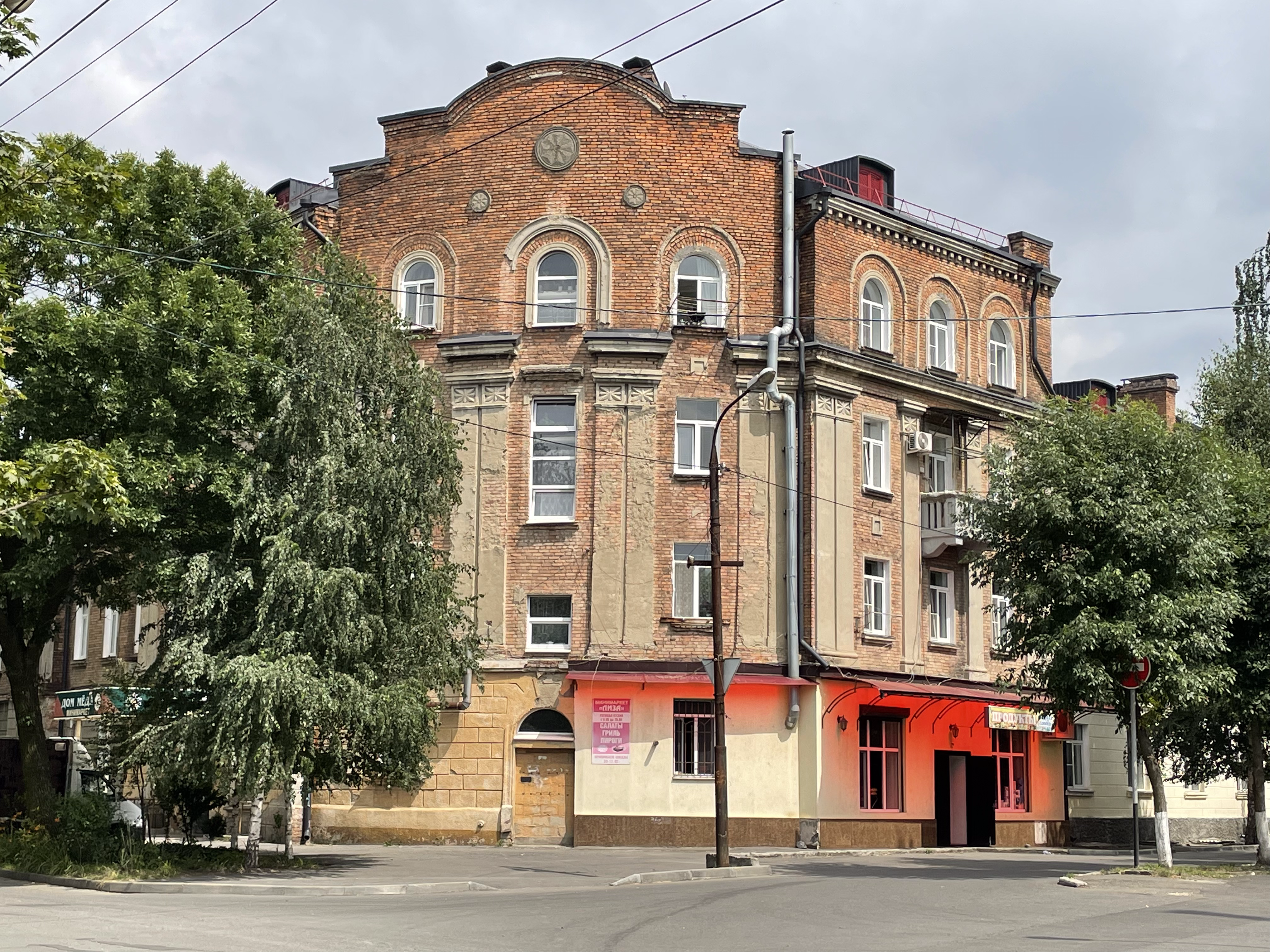
Дом № 64

Улица Олега Кошевого — улица во Владикавказа, Северная Осетия, Россия. Находится в Промышленном муниципальном округе между правым берегом реки Терек и переулком Кадгаронским. Начинается от реки Терек.

## Расположение
Улицу Олега Кошевого пересекают улицы Зортова, Камалова, Герасимова, Беслановская, Августовских событий, Суворовская, Серобабова, Интернациональная, Маркова и Заводская.
От улицы Олега Кошевого начинаются переулки Слободской и Нины Зубковой.

## История
Улица названа именем одного из организаторов подпольной организации «Молодая гвардия» Олега Кошевого.
Улица сформировалась во второй половине XIX века. Впервые отмечена как «Форштадтская улица» на плане города Владикавказе «Карты Кавказского края», которая издавалась в 60-70-е годы XIX столетия. Упоминается под этим же названием в Перечне улиц, площадей и переулков от 1925 года.
19 апреля 1949 года Фурштатская улица была переименована в улицу Олега Кошевого.

## Объекты
Памятники культурного наследия
- д. 60 — дом, в котором проживал Герой Социалистического Труда Шамиль Кильцыкоевич Дзгоев;
- д. 64 — памятник истории. В этом доме проживал активный участник Великой Отечественной войны Е. С. Рыклис;
- д. 65 — здание школы, где в 1941—1943 гг. размещались эвакуационные госпитали № 2433 и № 4539. В настоящее время в этом здании располагается Управление МВД по Республике Северная Осетия — Алания.
- д. 73/ Интернациональная 26 — бывший Покровский женский монастырь, кельи.